# Villalba de la Lampreana
Villalba de la Lampreana község Spanyolországban,  Zamora tartományban. Villalba de la Lampreana Villarrín de Campos, Villafáfila, Cañizo, Castronuevo, Arquillinos, Pajares de la Lampreana és Manganeses de la Lampreana községekkel határos. Lakosainak száma 212 fő (2024).

## Népesség
A település népessége az utóbbi években az alábbiak szerint változott:
| Lakosok száma | 319  | 297  | 287  | 264  | 267  | 260  | 242  | 227  | 229  | 212  |
|               | 2001 | 2004 | 2007 | 2009 | 2012 | 2014 | 2017 | 2019 | 2022 | 2024 |